# Zhang Zhizhong
Ne pas confondre avec le général Zhang Zizhong
Dans ce nom, le nom de famille, Zhang, précède le nom personnel.
Zhang Zhizhong ((zh)) (27 octobre 1895 - avril 1969) était un général de l'Armée nationale révolutionnaire de la République de Chine. Il est né à Chaohu, dans la province du Anhui. Il intègre l'académie militaire de Baoding dont il sort diplômé en 1916. Il sert d'abord les armées des seigneurs de guerre locaux dans les provinces de Yunnan et Guangxi avant de succomber à l'appel du leader nationaliste Sun Yat-sen. Il déménage donc à Guangzhou et devient instructeur à l'Académie de Huangpu. Il participe à l'expédition du Nord et après l'établissement par les nationalistes d'un nouveau gouvernement républicain, il devient commandant de l'Académie centrale militaire. Il rejoint la campagne du généralissime Tchang Kaï-chek contre Yan Xishan et Feng Yuxiang, et dirige la 5e armée au cours de la bataille de Shanghai contre le Japon en 1932. Plus tard, il prend la tête du 9e groupe armé (第九集團軍), avec lequel il supervise la défense de Shanghai contre le Japon en 1937. Zhang est généralement considéré comme l'un des plus proches confidents de Tchang Kaï-chek, mais Jung Chang le considère comme une taupe agissant au service des communistes chinois.
Après la Seconde guerre sino-japonaise, Zhang est nommé gouverneur du Hunan et est responsable du Grand incendie de Changsha de 1938. Il ordonne de raser des bâtiments en prévision de l'attaque japonaise, mais n'y arrive pas assez rapidement. Il est alors démis de ses fonctions et plusieurs responsables sont exécutés. En 1940, il devient le directeur politique du conseil national militaire.
En 1949, Zhang choisit de rejoindre le continent alors que Tchang Kaï-chek et ses dernières forces vives fuient vers Taïwan. Il rejoint par la suite les communistes.

## Carrière militaire
- 1929 - 1937 Commandant de l'Académie militaire centrale
- 1932 Officier général du 5e corps
- 1937 Officier général commandant la garnison de Nankin-Shanghai
- 1937 Commandant en chef du 9e groupe armé
- 1937 Commandant en chef des forces centrales de la 3e zone de guerre
- 1940 Chef Aide-de-Camp du généralissime
- 1940 - 1945 Ministre de la formation politique
- 1940 - 1945 Membre du conseil national militaire
- 1940 - 1945 Secrétaire-Général du corps de la jeunesse San Min Chu I
- 1945 - 1949 Directeur des quartiers généraux nationalistes du Nord-ouest
- 1946 - 1947 Président du gouvernement de la province de Xinjiang
- 1954 Vice-président du conseil national de la défense, République populaire de Chine

## Sources
- http://www.generals.dk/general/Zhang_Zhizhong/_/China.html

- (en) Cet article est partiellement ou en totalité issu de l’article de Wikipédia en anglais intitulé « Zhang Zhizhong » (voir la liste des auteurs).